# 캠프 자마
캠프 자마(영어: Camp Zama)는 자마 기지라고도 부르는 가나가와현 자마시와 사가미하라시 미나미구에 걸쳐있는 주일 미국 육군(USARJ)의 군사 기지이다.
현재 시설관리사령부 태평양 지역대의 "주일 미국 육군 주둔지 관리단"(United States Army Garrsion, Japan (USAG-J), 옛 제17지역지원단에서 캠프 자마의 관리를 맡고 있다. 자마시 북동쪽의 사가미하라시에는 가족이 있는 근무자를 위한 사가미하라 주거지구와 사가미 종합보급창이 있다.

## 역사
1937년에서 도쿄부 이치가야에서 일본 제국 육군의 사관학교이 옮겨와 설치되었다. 자마로 옮겨온 기념으로 쇼와 천황은 육군사관학교를 방문하여 相武台 소부다이[*](상무대)란 이름을 붙여주었다.
1945년, 일본의 항복으로 제2차 세계 대전이 끝나자, 제1기병사단 소속 1개 대대가 육군사관하교를 점령하여 막사 겸 창고 시설로 쓰기 시작하였다. 그 뒤로 제8군이 상륙하여 제4보충창(호주에서 1942년 11월 5일에 창설됨)을 설치하였고, 제4보충창은 1950년 1월 25일에 해산하였다.
1953년 10월에 요코하마시에 있던 극동 육군 본부가 좀더 넓은 터를 찾아 캠프 자마 안의 제101번 건물로 이주하였다.
6.25 전쟁이 휴전된 뒤, 1954년에 캠프 자마 안에 100 피트 (30 m) 길이의 "캐스트너 육군 비행장"(Kastner Army Airfield)이 건설되었다. 6.25 전쟁이 휴전이 성립되어 한국 전쟁에 참전했던 8개 국가가 유엔 지휘협정을 맺었고, 결과의 하나로서의 유엔군 후방사령부가 설치되었다. 유엔군사령부는 1957년 7월 1일에 대한민국 서울특별시 용산구에 있는 용산기지로 옮겨갔다.
1957년 7월 1일, 통합사령부 계획에 따라 극동사령부를 해산하고, 태평양 사령부 밑에 대한민국과 일본 예하 사령부를 두는 기획이 집행되었다. 극동 육군은 일본 혼슈의 미국 육군을 통합하는 주일 미국 육군으로 재편성되었다.
1987년 10월 15일에 "주일 혼슈 주둔지 관리단"(USAG-H)이 제17지역지원단으로 재편성되어, 2002년 10월 16일까지 활동하다가 "주일 혼슈 주둔지 관리단"으로 되돌려졌다.
2004년 11월 4일, 조선민주주의인민공화국에서 일본으로 탈출한 찰스 로버트 젱킨스를 군사 재판부는 캠프 자마에서 30일 동안 구금하고 불명예 전역으로 처리하였다. 그는 훗날, 영주권을 얻어 가족들과 함께 니가타현의 사도시에 정착하였다.
2005년 주일 미군의 재편성에 따라 루이스-맥코드 합동 기지에 세입중인 제1(I)군단이 옮겨올 예정이었지만, 자마시 주민들의 반대로 2008년 12월 9일 취소되고, 제9전구지원사령부(9th TAACOM)가 재편성되어 제1(I)군단 전방사령부가 되었다.
2007년 유엔 후방사령부가 요코타 비행장으로 옮겨갔다.

## 사진첩

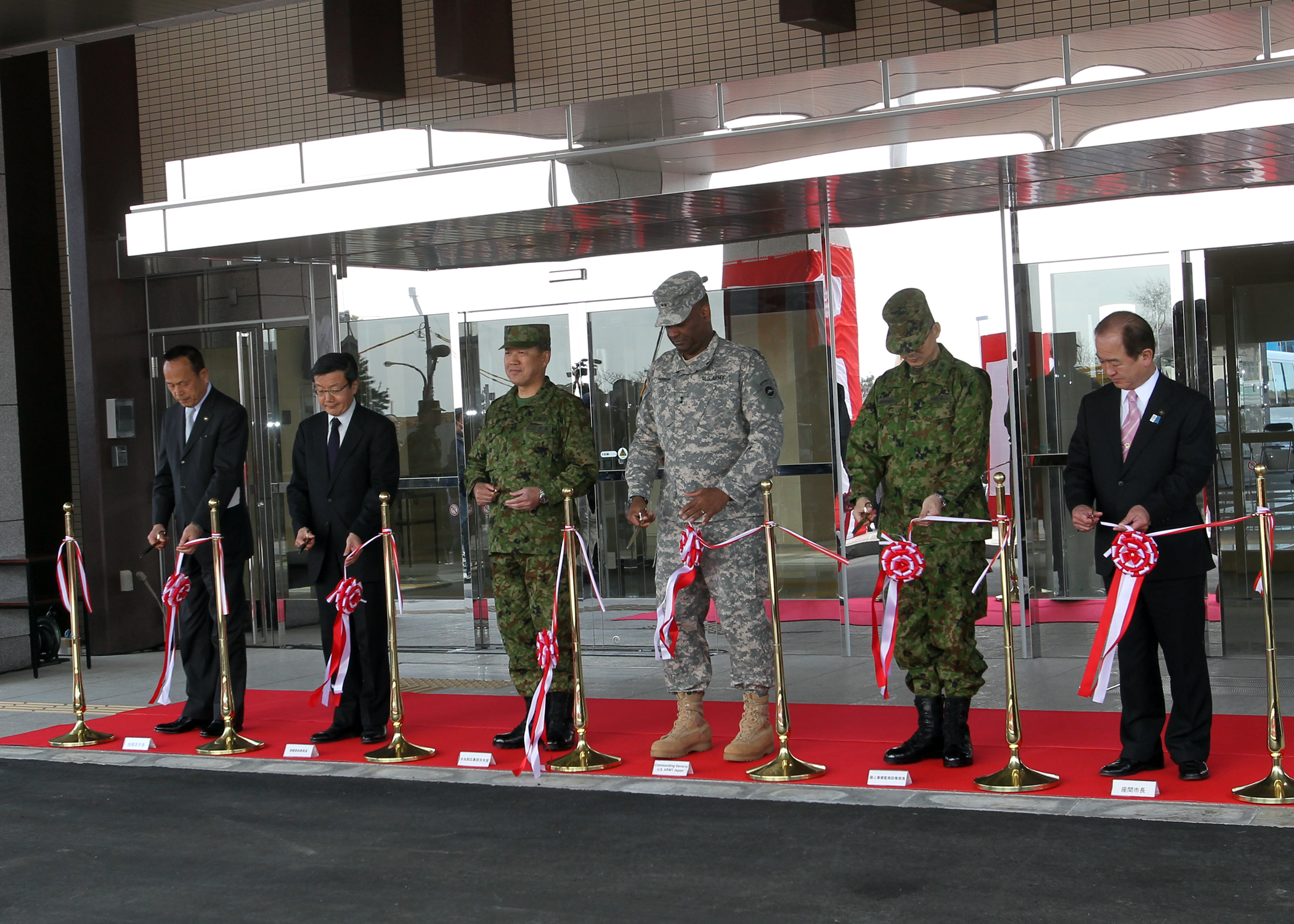
캠프 자마 한켠에 있는 육상자위대의 자마 주둔지에서 열린 중앙즉응집단의 입주를 환영하는 테이프아웃 의식, 2013년 3월 27일 촬영.
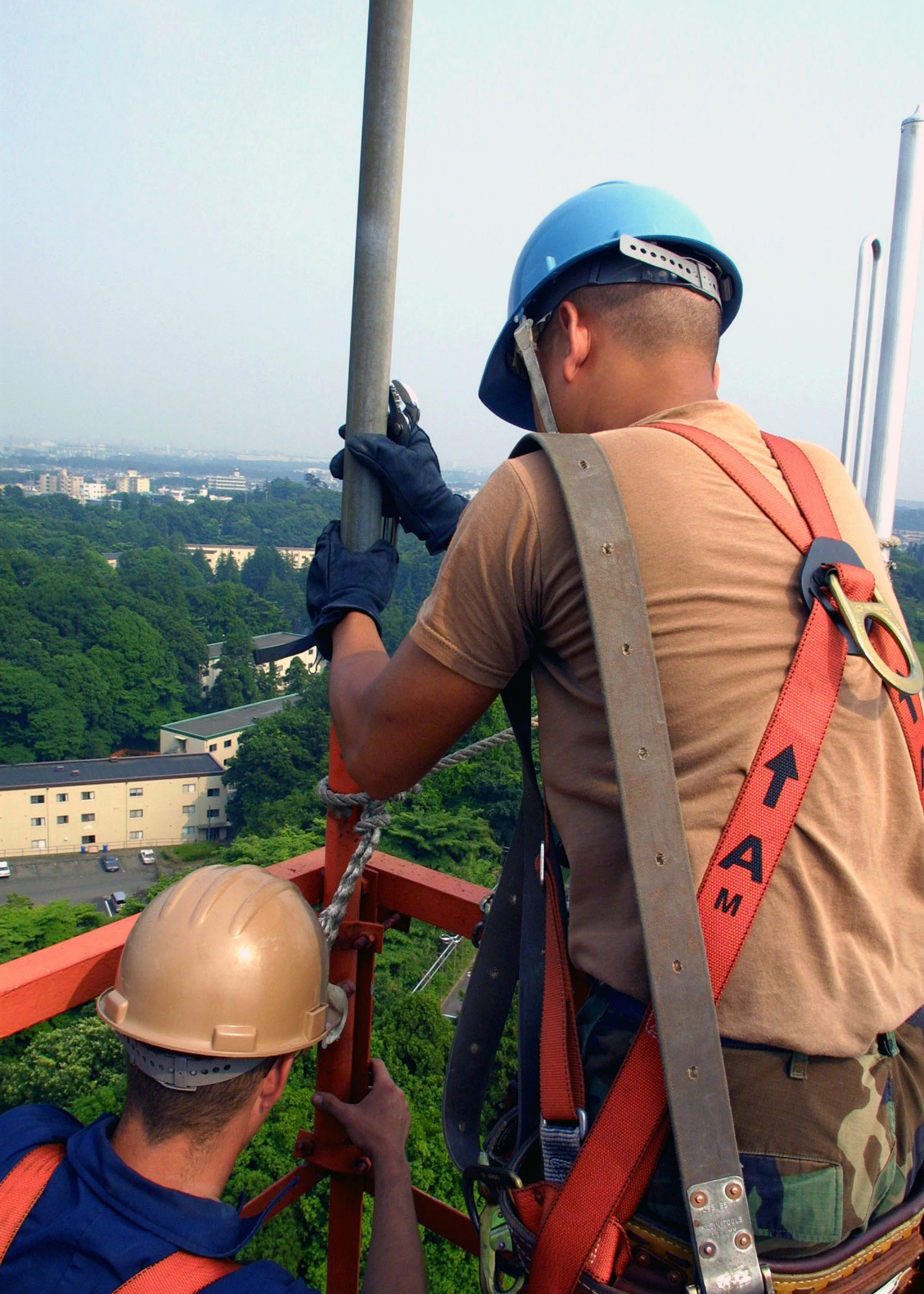
캠프 자마의 통신탑에 안테나를 설치하고 있는 요코타 비행장의 제374통신전대의 장병들. 2002년 6월 6일 촬영.
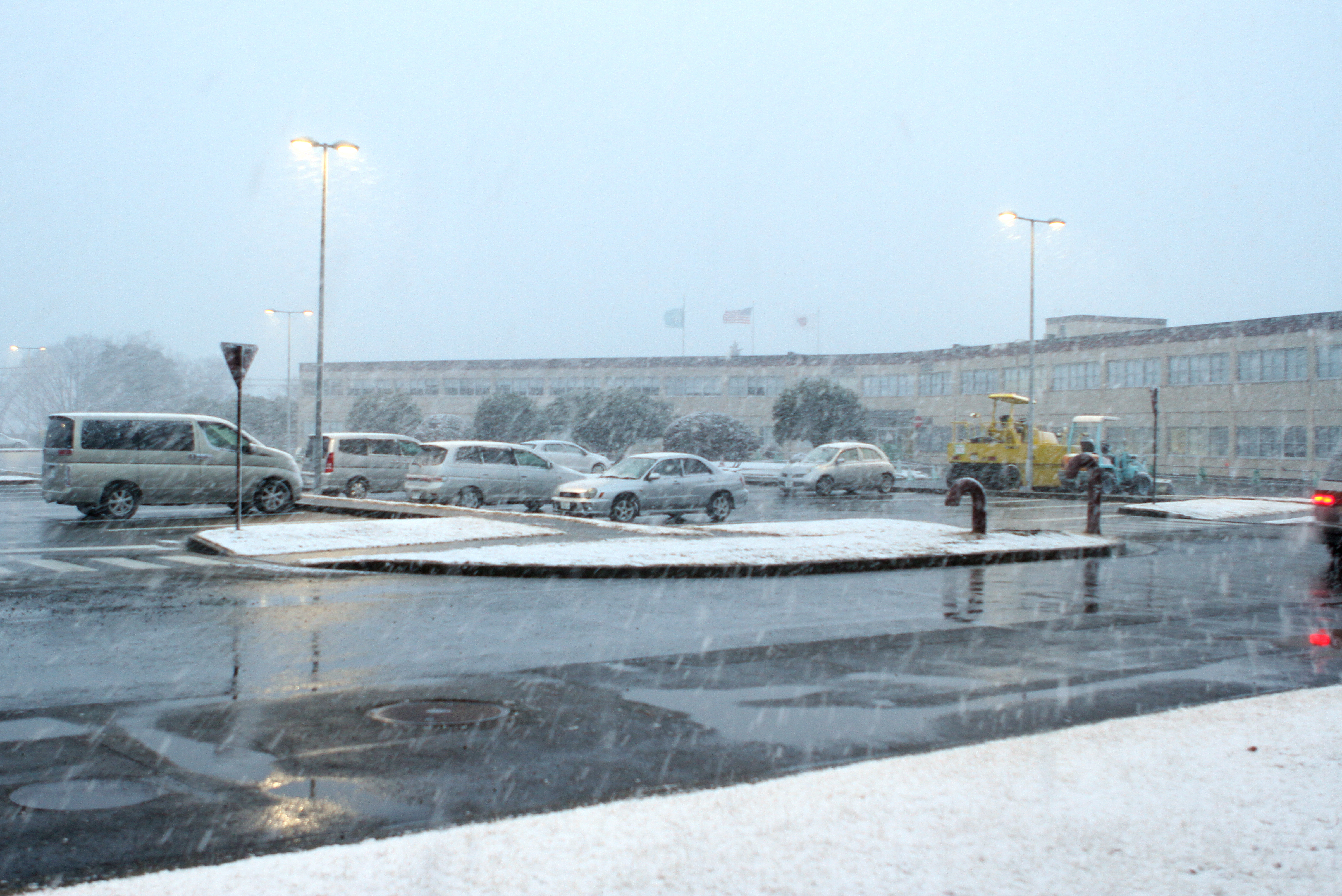
첫 폭설을 맞이한 캠프 자마의 USARJ 본부 건물, 2014년 2월 4일 촬영.
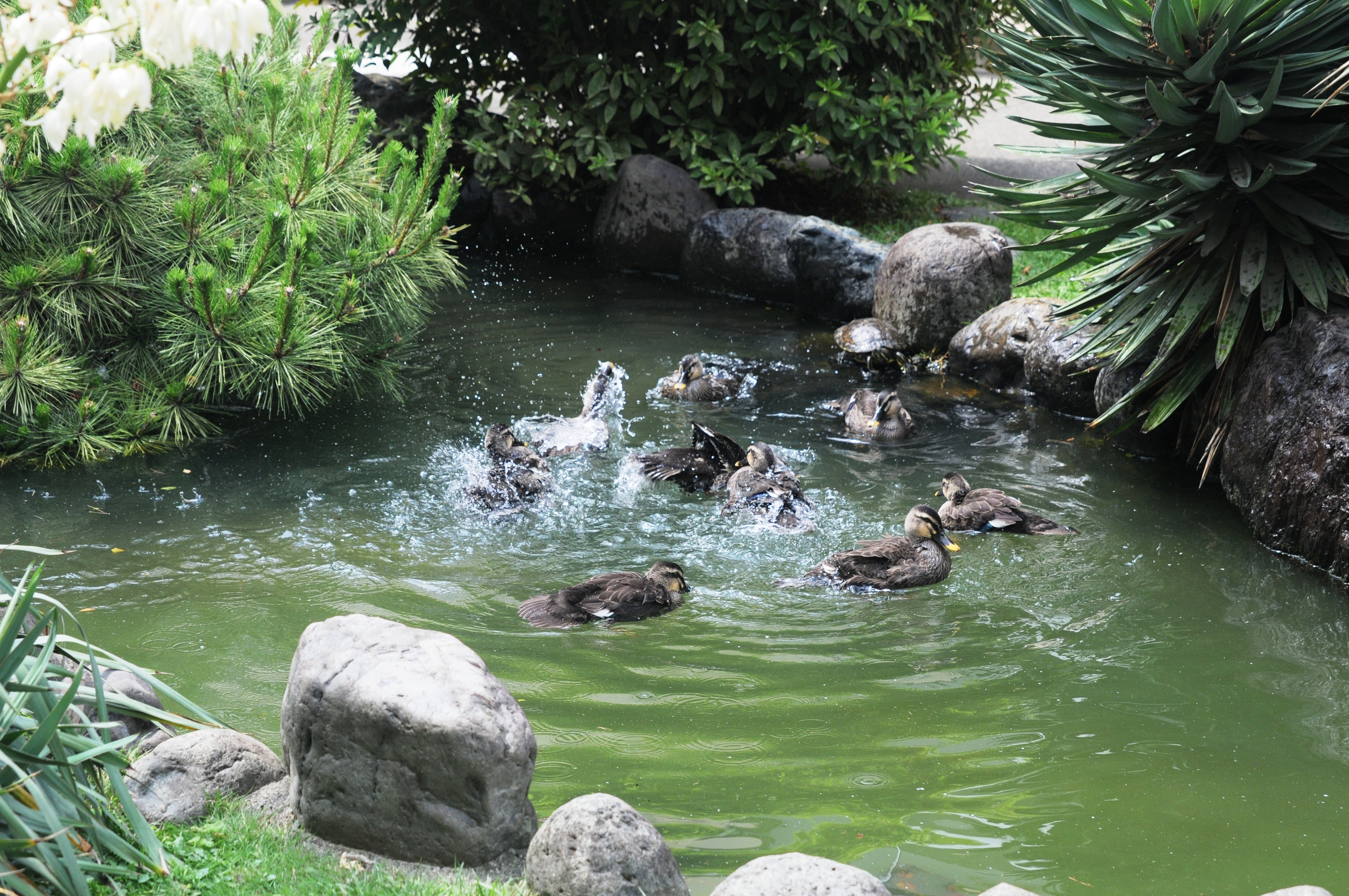
캠프 자마 안의 연못에서 노니는 오리, 2013년 6월 18일 촬영

## 시설
캠프 자마에는 3개의 교육시설이 있으며, 모두 미국 국방부 교육처에서 관할하고 있다.
- 안 초등학교(Ann Elementary School)
- 자마 미국인 중고등학교(Zama American Middle-High School)
  - 자마 미국인 중학교(Zama American Middle School)
  - 자마 미국인 고등학교(Zama American High School)

## 세입 부대
| - 주일 미국 육군 (USARJ) - 본부 및 본부대대 - 항공대대 (옛 "제78항공대대") - 군사경찰대대 - 미국 육군 공병대, 일본지부 - 제516통신여단, 제78통신대대 - 제500군사정보여단, 제441군사정보대대 - 태평양 의무대응사령부 (RHC-Pacific) - 주일 보건분견대 (PHCD-J) - 주일 의무처 (MEDDAC-J) - 주일 치의처 (DENTAC-J) - 주일 주둔지(USAG-J) 사량부, 본부 - 법무사무실(Provost Marshal office) | - 제9전구지원사령부, 본부 및 본부중대 - 제17지역지원단, 본부 및 본부중대 - 제392군사경찰분견대 - 제545군사경찰분견대 |

## 참고
1. ↑  “14th Personnel Center” (영어). 미국 육군 역사관. 2006년 11월 15일. 2017년 1월 26일에 원본 문서에서 보존된 문서. 2017년 1월 26일에 확인함.
2. ↑  “Unified Command Plan 1947-2012” (PDF) (영어). 워싱턴 D.C.: 미국 정부 인쇄국. 2013: 27. 2017년 1월 26일에 확인함.
3. ↑  Takahara, Kanako (2004년 9월 2일). “Accused U.S. deserter Jenkins to report soon to Camp Zama” (영어). 재팬 타임스. 2017년 1월 26일에 확인함.
4. ↑  “Timeline of Jenkins saga” (영어). 재팬 타임스. 2004년 11월 4일. 2017년 1월 26일에 확인함.
5. ↑  “Jenkins gets 30 days in jail, dishonourable discharge” (영어). 재팬 타임스. 2004년 11월 4일. 2017년 1월 26일에 확인함.
6. ↑  “Jenkins’ status of residency now permanent” (영어). 재팬 타임스. 2008년 7월 12일. 2017년 1월 26일에 확인함.
7. ↑  “美육군 1군사령부, 日자마기지로 이전”. 통일뉴스. 2005년 10월 31일. 2013년 9월 10일에 확인함.
8. ↑  “미, 육군 제1군단 日 자마기지 이전 중지”. 연합뉴스. 2008년 12월 9일. 2013년 9월 10일에 확인함.